# Надбужжя (жіночий футбольний клуб)
«Надбужжя» — український жіночий футбольний клуб з міста Буськ. Виступає у Першій лізі чемпіонату України серед жінок.

## Історія
Жіночу команду було створено на базі Буської ДЮСШ за ініціативи тренера Івана Петровича Томківа.  
У січні 2020-го року дівчата стали переможницями традиційного турніру «Зимові зустрічі». Кращою гравчинею змагань було визнано нападницю «Надбужжя» — Софію Причину, яка з часом стала відомою українською арбітринею.  
Так як виконком ФФУ затвердив нову стратегію розвитку жіночого футболу, що передбачала обов'язкову наявність жіночих команд у всіх клубах чоловічої Прем'єр-ліги, з командою «Надбужжя» підписав контракт про співпрацю футбольний клуб «Карпати» (Львів). 
3 вересня 2023 року дівчата з «Надбужжя» провели свій перший в історії офіційний матч, де у першому турі чемпіонату України серед команд Першої ліги, зустрілися у львівському дербі з командою «Рух». Та гра вийшла надрезультативною й закінчилась з рахунком 4:4. «Надбужжя» виступали у чемпіонаті в групі «А», де по завершенню сезону серед восьми команд посіли п'яте місце. 
У 2024 році «Надбужжя» вперше взяли участь у розіграші національного кубка. У тому сезоні вони стали єдиною командою з першої ліги, яка заявилась на Кубок України з футболу серед жінок 2024—2025.

## Пам'ятні матчі
- Перший офіційний матч: 3 вересня 2023 (перша ліга): Надбужжя (Буськ) — «Рух» (Львів) — 4:4.
- Перший гол в офіційному матчі: Інна Буй, Надбужжя (Буськ) — «Рух» (Львів).
- Перша перемога в офіційному матчі: 29 жовтня 2023 (перша ліга): ДЮСШ №1 (Хмельницький) — Надбужжя (Буськ) — 1:5.